# ミスレッド
「ミスレッド」（英: Misled=誤解）は、セリーヌ・ディオンのアルバム『ラヴ・ストーリーズ』からの3枚目のシングル。1994年3月28日に発売された。また、日本でも同年4年21日に発売されている。

## 概要
マーク・キンチェン（MK名義）、リッチー・ジョーンズ、シェドリック・ガイ（ザ・グルーヴ名義）、エリック・ミラー（E-スムーヴス名義）らがこの曲のリミックスを行っている。
ライブバージョンはVHS/DVD『ラヴ・ストーリーズ・コンサート』 （1995年）、VHS/DVD『ライヴ!』（1996年）やVHS『ライヴ・イン・メンフィス』に収録されている。
ミュージックビデオはランディ・セント・ニコラスの監督により1994年に制作され、後に発売されたセリーヌ・ディオンのベストアルバムPV集『ザ・ベリー・ベスト〜ビデオ・コレクション』（2001年）に収録された。
ランキングチャートにおいてはアメリカのホット・ダンス・クラブ・プレイで2週連続1位を記録。かつてディオンにとってこの部門でのチャート1位獲得はこのシングルが唯一であったが、14年後に「Taking Chances」で同様の1位を獲得し、彼女にとってこの部門での首位獲得シングルは2枚となった。他にも、カナダで7位、イギリスで15位、ニュージーランドで31位、いずれもアメリカのビルボードホット100で23位、ビルボードホット100エアプレイで22位、ホット100シングルセールスで52位を記録した。ニールセン・サウンドスキャンによればアメリカ国内で11万5000枚を売り上げた。
セリーヌ・ディオンにとってこのシングルはイギリス国内で「哀しみのハートビート」、「イフ・ユー・アスクト・ミー・トゥ」に続いて3枚目となる再リリースを行ったシングルである。その再リリースシングルはイギリス国内で1994年4月に40位、その後も1995年11月には15位を記録している。
またこの曲は、2008年に発売されたベスト盤『マイ・ラヴ：アルティメット・エッセンシャル・コレクション』のヨーロッパ版に収録された。

## 収録曲
世界版CDシングル
1. 「ミスレッド」 – 3:30
2. 「リアル・エモーション」 – 4:26

オーストラリア版CDマキシシングル
1. 「ミスレッド」 – 3:30
2. 「リアル・エモーション」 – 4:26
3. 「ミスレッド」（ザ・シリアス・ミックス） – 7:28
4. 「ミスレッド」（ハブ・ダブ） – 6:13

ヨーロッパ／イギリス版CDマキシシングル
1. 「ミスレッド」 – 3:30
2. 「ラヴ・キャン・ムーヴ・マウンテンズ」（ダニエル・エイブラハムズ・7インチ・エディット） – 4:04
3. 「リアル・エモーション」 – 4:26
4. 「ミスレッド」（リッチー・ジョーンズ・クラブ・ミックス） – 7:22

ヨーロッパ／イギリス版CDマキシシングル#2
1. 「ミスレッド」 – 3:30
2. 「ミスレッド」（MK・ミックス） – 6:44
3. 「ミスレッド」（MK・ダブ） – 8:56
4. 「ミスレッド」（MK・リード・ミックス） – 6:44

日本版CDマキシシングル
1. 「ミスレッド」 – 3:30
2. 「リアル・エモーション」 – 4:26
3. 「哀しみのハートビート」 – 4:33

アメリカ版CDマキシシングル
1. 「ミスレッド」 – 3:30
2. 「ミスレッド」（ザ・グルーヴ・エディット） – 4:43
3. 「ミスレッド」（MK・ラジオ・リミックス・エディット） – 3:49
4. 「ミスレッド」（リッチー・ジョーンズ・クラブ・ミックス） – 7:22
5. 「ミスレッド」（ザ・グルーヴ・ミックス） – 5:52
6. 「ミスレッド」（MK・ヒストリー・ミックス） – 6:41

1995年イギリス版CDシングル
1. 「ミスレッド」 – 3:30
2. 「私は知らない」 – 4:33

1995年イギリス版CDマキシシングル（1995年11月再リリース）
1. 「ミスレッド」 – 3:30
2. 「私は知らない」 – 4:33
3. 「哀しみのハートビート」（ライヴ） – 4:52
4. 「パワー・オブ・ラヴ」（ライヴ） – 4:41

1995年イギリス版CDマキシシングル#2（1995年11月再リリース）
1. 「ミスレッド」 – 3:30
2. 「ミスレッド」（E-スムーヴス・ミッション・7インチ） – 4:07
3. 「ミスレッド」（E-スムーヴス・ミッション・12インチ） – 8:37
4. 「ミスレッド」（E-スムーヴス・ミッション・ダブ） – 9:10
5. 「ミスレッド」（MK・クラブ・ラジオ・ミックス） – 4:10
6. 「ミスレッド」（MK・クラブ・ミックス） – 6:44

## 公式編曲版
1. 「ミスレッド」（リッチー・ジョーンズ・クラブ・ミックス） – 7:22
2. 「ミスレッド」（リッチー・ジョーンズ・ダブ） – 6:42
3. 「ミスレッド」（MK・ヒストリー・ミックス） – 6:41
4. 「ミスレッド」（MK・ダブ） – 8:56
5. 「ミスレッド」（MK・リダイレクト・ミックス） – 6:57
6. 「ミスレッド」（MK・ミックス） – 6:41
7. 「ミスレッド」（MK・リード・ミックス） – 6:44
8. 「ミスレッド」（MK・ラジオ・リミックス・エディット） – 3:49
9. 「ミスレッド」（MK・クラブ・ラジオ・ミックス） – 4:10
10. 「ミスレッド」（MK・クラブ・ミックス） – 6:44
11. 「ミスレッド」（ザ・グルーヴ・ミックス） – 5:52
12. 「ミスレッド」（ザ・グルーヴ・エディット） – 4:43
13. 「ミスレッド」（E-スムーヴス・ミッション・7インチ） – 4:07
14. 「ミスレッド」（E-スムーヴス・ミッション・12インチ） – 8:37
15. 「ミスレッド」（E-スムーヴス・ミッション・ダブ） – 9:10
16. 「ミスレッド」（ザ・シリアス・ミックス） – 7:28
17. 「ミスレッド」（ハブ・ダブ） – 6:13
18. 「ミスレッド」（アルバム・バージョン） – 3:30

## チャート
| チャート（1994年）                                         | 最高位 |
| ---------------------------------------------------------- | ------ |
| オーストラリア・シングルチャート                           | 55     |
| カナダ・レコード小売シングルチャート                       | 7      |
| カナダ・レコードコンテンポラリーヒットラジオチャート       | 2      |
| カナダ・RPMトップシングル                                  | 4      |
| カナダ・RPMアダルトコンテンポラリー                        | 2      |
| ヨーロッパ・シングルチャート                               | 44     |
| ドイツ・シングルチャート                                   | 83     |
| ニュージーランド・シングルチャート                         | 31     |
| 全英シングルチャート                                       | 15     |
| アメリカ・ビルボードホット100                              | 23     |
| アメリカ・ビルボードホットアダルトコンテンポラリートラック | 15     |
| アメリカ・ビルボードホットダンスクラブプレイ               | 1      |
| アメリカ・ビルボードホットダンスシングルセールス           | 20     |
| アメリカ・ビルボードトップ40メインストリーム               | 14     |